# Winterbourne (Gloucestershire)
Winterbourne – wieś i civil parish w Anglii, w hrabstwie ceremonialnym Gloucestershire, w dystrykcie (unitary authority) South Gloucestershire. Leży 10 km na północny wschód od miasta Bristol i 165 km na zachód od Londynu. 
Gmina (civil parish) Winterbourne zawiera także Winterbourne Down, Hambrook i Frenchay. W 2011 roku civil parish liczyła 8965 mieszkańców. Winterbourne jest wspomniana w Domesday Book (1086) jako Wintreborne.